# Закон Магнитского
Закон Магнитского (также акт Магнитского, англ. Russia and Moldova Jackson-Vanik Repeal and Sergei Magnitsky Rule of Law Accountability Act of 2012) — инициированный Уильямом (Биллом) Браудером принятый в декабре 2012 года в США закон, отменяющий поправку Джексона-Вэника и вводящий персональные санкции в отношении лиц, ответственных за нарушение прав человека, коррупцию и принципа верховенства права в России. Назван по имени скончавшегося в тюрьме Сергея Магнитского. Изначально был направлен в первую очередь против лиц, подозреваемых в причастности к смерти Сергея Магнитского.
Под санкциями имеются в виду визовые ограничения на въезд в США и блокировка финансовых активов в банках США.
Также терминами закон Магнитского или акт Магнитского иногда обозначаются нормативные акты других стран, нацеленные против отдельных граждан России.

## Предыстория
В 2007 году из российского бюджета были похищены 5,4 млрд. рублей, что считается крупнейшим в истории единоразовым хищением средств из государственного бюджета России. Первыми это преступление обнаружили сотрудники фирмы Firestone Duncan, обслуживавшей юридические интересы инвестиционного фонда Hermitage Capital Management, среди которых были Эдуард Хайретдинов, Владимир Пастухов, Джемисон Файерстоун и Сергей Магнитский. Они инициировали следствие по факту хищения бюджетных средств, в рамках которого стал очевиден перечень участников преступления, включающий в себя несколько десятков сотрудников различных российских органов исполнительной власти.
24 ноября 2008 года Магнитский был арестован по обвинению в помощи главе фонда Hermitage Capital Management Уильяму Браудеру в уклонении от уплаты налогов. Спустя 11 месяцев предварительного заключения Магнитский скончался в больнице Следственного изолятора №1 г. Москвы. Инициатором его ареста и следователем по его делу оказались лица, обвинённые Магнитским и его коллегами в хищении бюджетных средств.
В апреле 2010 года член сената США Бенджамин Кардин попросил госсекретаря Хиллари Клинтон закрыть визовый коридор в США для 60 российских чиновников, причастных к этому хищению и к смерти Магнитского. В мае того же года семья покойного получила официальные соболезнования от президента Барака Обамы. В сентябре 2010 г. конгресс США проголосовал за инициативу Кардина. То же самое в декабре сделал Европарламент.

## Резолюция Европарламента
16 декабря 2010 года Европейский парламент проголосовал за резолюцию, призывающую запретить въезд в страны ЕС 61 российскому должностному лицу, имеющему отношение к делу Сергея Магнитского. Резолюция не имеет обязательной силы, но рекомендует правительствам стран ЕС изучить возможность визовых и финансовых санкций против лиц, упомянутых в документах, связанных с делом Магнитского (Список Кардина). Первые 60 человек из списка Кардина в списке Европарламента пополнил судья Артур Карпов.
Помимо запрета на въезд Европарламент предлагает правоохранительным органам стран ЕС заморозить активы причастных к делу Магнитского российских должностных лиц на своей территории. Председатель подкомитета Европарламента по правам человека Хейди Хаутала так прокомментировала результат голосования:
Этим голосованием Европейский парламент призывает восстановить справедливость по отношению к невиновному человеку, умершему в тюрьме. Его смерть выходит за все границы. Наступает момент, когда возможности молчать не остается.
Хейди Хаутала также сообщила, что депутаты российской Госдумы усиленно лоббировали отказ от принятия резолюции Европарламента, а также, что эта мера получила поддержку среди многих оппозиционных политиков в России.
В апреле 2014 года Европарламент принял очередную резолюцию о запрете на въезд в страны ЕС и замораживании европейских активов (если таковые обнаружатся) 32 лиц, которые, по мнению европейских депутатов, несут непосредственную ответственность за смерть Сергея  Магнитского.

## Принятие закона в США
По сообщениям ряда СМИ в 2012 году Государственный департамент США заявил, что в страну уже запрещён въезд 60 (по версии Голоса Америки), или 11 (по версии Коммерсанта) российским чиновникам, причастным или подозреваемым в причастности к смерти Магнитского ещё с 2011 года.
7 июня 2012 года Комитет по иностранным делам Палаты представителей Конгресса США единогласно одобрил проект «закона Магнитского»,5 который рассматривался в американском Конгрессе под названием англ. Sergei Magnitsky Rule of Law Accountability Act of 2012.
В сентябре 2012-го стало известно, что Великобритания уже ввела в действие свой «закон Магнитского». Тогда же стало известно, что введение в пределах стран санкций, предусмотренных «законом Магнитского», предложили депутаты Швеции и Нидерландов. Помимо США и Великобритании о своей готовности присоединиться к санкциям против убийц Сергея в разное время говорили власти Канады, Польши и Эстонии.
По просьбе Белого дома американский законопроект был подготовлен не в виде поимённого списка, а в виде механизма, с помощью которого правительство США могло бы вносить и извлекать людей из «чёрного списка». Кроме того, часть «списка…» может остаться неопубликованной, так как согласно закону, госсекретарь США имеет право не раскрывать отдельных фигурантов списка «в интересах национальной безопасности США».
В процессе обсуждения законопроекта американский сенатор Бокус выступил перед Сенатом с призывом заодно с принятием нового закона отказаться от поправки Джексона-Вэника, которая перестала быть актуальной в нынешних рыночных условиях, и принять меры для достижения «односторонней выгоды» в отношениях с Россией. В Сенате законопроект был поддержан и демократами, и республиканцами. Было также заявлено, что будущий закон должен будет заменить поправку Джексона-Вэника. Сенатор Маккейн при этом заявил, что «Россия должна уйти из рынков США».
Сенатор-республиканец Джон Маккейн заявлял в ходе прений по законопроекту, что закон является «не антироссийским, а наоборот пророссийским, так как направлен на соблюдение прав человека и верховенство права», то есть на защиту тех ценностей, которыми, по мнению Маккейна, дорожат россияне.
16 ноября 2012 года «закон Магнитского» одновременно с отменой поправки Джексона-Вэника был одобрен в нижней палате Конгресса. 6 декабря 2012 года законопроект одобрен Сенатом (голоса: 92 — за; 4 — против). 14 декабря, после подписания Президентом США, закон вступил в силу.
14 декабря 2012 года президентом США Бараком Обамой был подписан объединённый закон англ. Russia and Moldova Jackson-Vanik Repeal and Sergei Magnitsky Rule of Law Accountability Act of 2012 получивший известность под названием «закон Магнитского», создающий механизм, позволяющий Министерству финансов США применять персональные санкции к зарубежным преступникам и коррупционерам. Первые 18 человек были включены в список 12 апреля 2013 года. В дальнейшем список был расширен.
21 декабря 2012 года стало известно, что европейские банки, аффилированные с американскими, присоединятся к финансовым санкциям, которые вводятся принятым в США «законом Магнитского» в отношении российских чиновников, причастных к нарушениям прав человека. Санкции будут представлять собой замораживание активов.
24 декабря 2016 года президент Барак Обама подписал законопроект о расходах на военные нужды в 2017 году, который придает глобальный статус "закону Магнитского".  Это позволит вносить в санкционные списки граждан любых стран, заподозренных американскими властями в нарушении гражданских прав: несут вину за внесудебные убийства, пытки или другие масштабные нарушения международно признанных прав человека, причастные к коррупции, хищениям и другим правонарушениям.

## Обязанности должностных лиц США по закону
В течение 120 дней с момента вступления в силу этого закона, президент США должен представить в соответствующие комитеты Конгресса список всех лиц, которые, как установит президент, основываясь на заслуживающей доверия информации:
а) в ответе за задержание, неправомерное отношение или смерть Сергея Магнитского, были участниками попыток скрыть ответственность перед законом за задержание, жестокое обращение или смерть Сергея Магнитского, получили финансовую выгоду от содержания под стражей, неправомерного отношения или смерти Сергея Магнитского, или были вовлечены в преступный сговор, раскрытый Сергеем Магнитским;

б) несут ответственность за внесудебные казни, пытки или другие грубые нарушения международно признанных прав человека, совершенные против лиц, стремящихся:

- разоблачить незаконную деятельность, осуществляемую должностными лицами правительства Российской Федерации;

- получить, практиковать, защищать или продвигать международно-признанные права человека и свободы, такие как свобода религии, свобода выражения, свобода объединения в ассоциации и свобода собраний, а также права на справедливое судебное разбирательство и права на демократические выборы;
в) выступавших в качестве агента или от имени лиц в вопросах, касающихся деятельности, описанных в пункте а) или б) — Текст закона Магнитского на русском
Лица, входящие в список лишаются прав на получение виз в США. Уже имеющиеся визы аннулируются. На Министерство финансов США возлагается обязанность «заморозить и запретить передачу всего имущества и имущественных прав» лиц, вошедших в список, если «их имущество и имущественные интересы находятся в Соединенных Штатах, попадают в пределы Соединенных Штатов, являются, или же попадают в распоряжении или под контроль лица Соединенных Штатов Америки».
Обязанности по дальнейшему обновлению списка ложатся на госсекретаря США. Раз в год госсекретарь и министр финансов США должны докладывать Конгрессу об изменении списка и о санкциях, которые удалось наложить на участников списка.

## Аналоги закона в других странах
Аналоги «Закона Магнитского» были также приняты:
- 6 декабря 2016 года в Эстонии.
- 19 октября 2017 года в Канаде[23][24].
- 21 февраля 2017 года в Великобритании.
- 25 октября 2017 года в Литве[25] Список затронутых лиц опубликован в январе 2018 года[26].
- 8 февраля 2018 года в Латвии.

## Реакция на закон

### Реакция до подписания закона президентом США
6 ноября 2012 года Путин отправил в отставку  А. Э. Сердюкова, министра обороны, бывшего руководителя ФНС РФ, начальника бывших инспекторов ФНС, упомянутых в списке Кардина, которые на момент отставки уже работали в министерстве обороны. Причина отставки, по словам Путина, заключалась в неспособности Сердюкова справляться с управлением собственностью министерства обороны, а также в том, чтобы обеспечить чистоту расследования. По мнению Новой газеты основным бенефициаром аферы с Hermitage Capital и других аналогичных хищений из бюджета является Анатолий Сердюков, руководивший ФНС с 2004 по 2007 года.
Правительство РФ негативно оценило принятие «закона Магнитского», заявив, что оно повлечет за собой ухудшение сотрудничества. Председатель Правительства РФ Дмитрий Медведев обещал принять ответные меры: «как симметричные, так и асимметричные».
Депутат Госдумы Евгений Фёдоров в частности утверждает, что истинная цель «закона Магнитского» — манипулирование ключевыми фигурами в крупном бизнесе и правительстве, с целью проведения проамериканской политики внутри РФ.
После одобрения закона в Сенате США Россельхознадзор потребовал проверить мясо, поступающее на российский рынок на присутствие рактопамина. Christian Science Monitor, Американская федерация по экспорту мяса и исследовательская компания Allendale Inc предположили, что новые правила могут быть ответом на «закон Магнитского».
После одобрения «закона Магнитского» в Конгрессе министр иностранных дел РФ Сергей Лавров сообщил, что ответ на принятие закона будет симметричным и заключается в запрете въезда на территорию России граждан США, которых российская сторона считает виновными в нарушениях прав человека. По словам журналистов «Коммерсанта», ссылающихся на источник в Правительстве РФ, санкции будут повторять аналогичные в США: «Сколько они людей включат в свой список, столько и мы. Если они кого-то добавят позже, и мы добавим. Обнародуют имена и активы — и мы обнародуем».

### Ответный закон
С резкой критикой закона Магнитского выступила Госдума РФ. По оценке депутата от «Единой России» Вячеслава Никонова закон «является беспрецедентным со времен холодной войны СССР и США». Депутаты решили принять ответный закон, предполагающий введение санкций против американцев, виновных в преступлениях против граждан России. Его инициатором выступил спикер Сергей Нарышкин, которого поддержали лидеры всех четырёх фракций ГД. 14 декабря закон прошёл первое чтение в Госдуме. 17 декабря в законопроект депутатами Е. Лаховой (Единая Россия) и Е. Афанасьевой (ЛДПР) было предложено внести запрет усыновления российских детей-сирот американскими гражданами. 19 декабря Госдума приняла законопроект во втором чтении, в том числе включив в него поправки, запрещающие усыновление российских сирот гражданами США и расширяющие действие документа на любые страны, нарушившие права россиян, а также запрещающих деятельность на территории России НКО, финансируемых из США и представляющих угрозу российским интересам. 28 декабря закон был подписан президентом и опубликован.
Российский законопроект, получивший известность как «Закон Димы Яковлева», критиковался рядом официальных лиц, журналистов и российских граждан. Среди противников закона он получил неофициальное прозвище «закон подлецов».

### Петиции на сайте Белого дома
24 декабря 2012 года на сайте американского Белого Дома появилась петиция о включении в Список Магнитского Президента России Владимира Путина.
Появилась и другая петиция, с предложением внести в список Магнитского всех российских депутатов, которые приняли «Закон Димы Яковлева». Для того, чтобы подобные обращения рассмотрел Белый дом, нужно, как минимум, 25 тыс. подписей. За первый список свой голос оставили чуть более 12 тыс. человек, за второй — 50 тыс., в основном россиян. Впоследствии Вашингтон заявил, что намерен решать спорные вопросы с Москвой на переговорах, после этого петиции были удалены с сайта американского правительства.

### Оценки и заявления
В середине декабря 2012 года американский историк Стивен Коэн высказался против «закона Магнитского», поскольку, по его мнению, он не имеет юридических оснований, и в отношении России всем правит идеология, а именно стереотипы холодной войны, а «закон Магнитского» служит интересам лоббистских групп.
Принятие закона освещалось в американской печати, в частности, в редакционной статье Wall Street Journal утверждает, что мало кто из американцев обратил внимание на принятие «закона Магнитского», который был частью большого законопроекта, нормализующего торговлю с Россией, но закон «определенно привлек внимание Кремля». Газета приводит возмущенные заявления российских официальных лиц о «законе Магнитского» и добавляет, что по мнению авторов закона и журналистов он направлен на торжество американских демократических ценностей в России.
Во время пресс-конференции 20 декабря 2012 года, на которой президент России Владимир Путин отвечал на вопросы журналистов, он сказал, что считает «закон Магнитского» антироссийским, направленным не против конкретных чиновников, а против России — США «один антисоветский, антироссийский закон заменили другим»; также он считает, что закон является беспрецедентным и не спровоцирован никакими действиями с российской стороны.

### Результаты опросов мнения россиян по поводу «закона Магнитского»
Согласно опросу исследовательского центра «Левада» в 2012 году, закон о финансовых и визовых санкциях в отношении чиновников из «списка Магнитского» вызывает у граждан  скорее поддержку, нежели неприятие, но большинство граждан не определились. Затруднились ответить на этот вопрос 48% опрошенных граждан. На соответствующий вопрос социологов 39% россиян ответили, что поддерживают его, при этом 16% из них относятся к нему «целиком положительно», а 23% — «скорее положительно». Отрицательно к «списку Магнитского» относятся 14% респондентов. По данным опроса, 12% респондентов считают, что Магнитского до смерти довели следователи, которых он обвинил в хищениях бюджетных средств, ещё 12% считают, что ответственность лежит на высших государственных чиновниках, которым грозили разоблачения юриста. Между тем 33% опрошенных ответили, что вообще ничего не слышали о смерти Магнитского.

## Официальный список США

### Первая редакция
12 апреля 2013 года министерство финансов США опубликовало персональный состав «списка Магнитского». В нём числится 18 человек, среди них граждане России, Украины и Узбекистана; из них, по мнению составителей списка, непосредственно связаны с делом Магнитского 16 человек, двое предположительно причастны к другим тяжким преступлениям.
В список вошли:
1. Леча Богатырёв, подозреваемый в убийстве Умара Исраилова (бывшего телохранителя Рамзана Кадырова).
2. Алексей Дроганов, сотрудник Управления по борьбе с налоговыми преступлениями.
3. Казбек Дукузов, подозреваемый в убийстве в Москве главного редактора русского издания Forbes Пола Хлебникова.
4. Павел Карпов, следователь Главного следственного управления.
5. Дмитрий Комнов, бывший начальник Бутырского СИЗО.
6. Алексей Криворучко, федеральный судья Тверского районного суда Москвы.
7. Артём Кузнецов, заместитель начальника Управления по налоговым преступлениям.
8. Олег Логунов, начальник правового управления Генеральной прокуратуры РФ.
9. Андрей Печегин, начальник отдела Генеральной прокуратуры РФ.
10. Сергей Подопригоров, судья Тверского районного суда Москвы.
11. Иван Прокопенко, начальник Следственного изолятора № 1 г. Москвы.
12. Олег Сильченко, следователь МВД РФ.
13. Елена Сташина, судья Тверского районного суда Москвы.
14. Ольга Степанова, бывш. начальник Инспекции ФНС № 28.
15. Елена Химина, бывш. начальник Инспекции ФНС № 25.
16. Дмитрий Толчинский, сотрудник Управления по борьбе с налоговыми преступлениями.
17. Светлана Ухналёва, судья Тверского районного суда Москвы.
18. Наталья Виноградова, сотрудница Следственного комитета РФ.

По данным газеты New York Times список, составленный Госдепартаментом США, имеет и засекреченную часть, куда внесены высокопоставленные российские чиновники. Имена этих лиц, по мнению издания, Госдеп не стал предавать гласности, опасаясь ответных мер со стороны России. Существование значительно более длинного засекреченного списка подтверждает и тогдашний посол США в РФ Майкл Макфол.

### Вторая редакция
20 мая 2014 Министерство финансов США опубликовало дополнительный список лиц, против которых вводятся санкции по делу Магнитского. В список вошли 12 человек:
1. Игорь Алисов,
2. Александра Гаус
3. Вячеслав Хлебников
4. Дмитрий Клюев
5. Дмитрий Кратов
6. Андрей Кречетов
7. Лариса Литвинова
8. Виктор Маркелов
9. Владлен Степанов
10. Умар Шугаипов
11. Фикрет Тагиев
12. Муса Вахаев

Внесенные в список лица имеют непосредственное отношение либо к следствию по делу в отношении Сергея Магнитского, либо к посмертному суду над ним. В списке также присутствуют врачи СИЗО, в котором содержался Магнитский, а также фигуранты его собственного расследования в отношении МВД.

### Третья редакция
В декабре 2014 года в список были внесены:
- Виктор Гринь, заместитель генерального прокурора РФ
- Андрей Стрижов, следователь главного управления СКР
- Апти Алаудинов, замглавы МВД Чечни
- Магомед Даудов, руководитель администрации главы и правительства Чечни[58][59]

### Четвёртая редакция
В феврале 2016 года в список были внесены:
- Алексей Аничин (экс-замминистра внутренних дел, начальник Следственного комитета);
- Евгений Антонов;
- Борис Кибис (следователь, работавший по делу Магнитского);
- Павел Лапшов (экс-начальник управления следственного департамента МВД РФ);
- Олег Уржумцев (следователь, работавший по делу Магнитского)[60]

### Пятая редакция
В январе 2017 года в список внесены:
- Александр Бастрыкин;
- Станислав Гордиевский;
- Дмитрий Ковтун;
- Андрей Луговой;
- Геннадий Плаксин[61].

### Шестая редакция
В декабре 2017 года в список внесены:
- Рамзан Кадыров;
- Аюб Катаев;
- Юлия Майорова;
- Андрей Павлов;
- Алексей Шешеня[62].

Также в список согласно «глобальному закону Магнитского» (см. ниже) внесены:
- Артём Чайка;
- Сергей Кусюк[63].

### Седьмая редакция
В мае 2019 года в список внесены:
- Руслан Геремеев;
- Геннадий Карлов;
- Сергей Коссиев;
- Елена Трикуля;
- Абузайд Висмурадов[64].

## Глобальное действие
В 2016 году Конгресс США принял законопроект, предусматривающий расширение действия «закона Магнитского» на все страны мира, а не только на Россию. Закон получил название «Акт о глобальной подотчетности в области прав человека»; неформальное название «Глобальный закон Магнитского» (англ. Global Magnitsky Act). Закон дает полномочия президенту США обновлять список иностранных граждан, которые, по его мнению, виновны в коррупции, проведении бессудных казней, применении пыток, а также в других нарушениях, направленных против правозащитников и тех, кто разоблачает незаконную деятельность. Закон подписан Президентом США Бараком Обамой 24 декабря 2016 года По мнению инициатора закона Уильяма Браудера:.
 
То, что глобальный законопроект носит имя Сергея Магнитского, — это дань памяти россиянина, отдавшего жизнь за закон и право
Данный акт находился в центре расследования спецпрокурора Мюллера в обвинениях Трампа о связи с русскими, так как Эмин Агаларов дал возможность Наталье Весельницкой на встрече с Трампом попросить его отменить этот акт в случае если он станет Президентом США.

## Ответные списки
13 апреля 2013 года Министерство иностранных дел России опубликовало ответный список. Он состоит из 2 частей, первый содержит имена лиц, причастных к пыткам в тюрьме Гуантанамо, второй — имена лиц, причастных к нарушениям прав и свобод российских граждан за рубежом. В списки вошли лица, причастные к легализации и применению пыток в США; бессрочному содержанию заключённых Гуантанамо; лица, причастные к нарушениям прав и свобод российских граждан за рубежом.
В июле 2014 года в список было внесено еще 12 граждан США, в ответ на расширение «списка Магнитского». В январе 2015 года МИД РФ сообщил о включении в список ещё 4 работников Министерства юстиции США, в феврале 2016 года — ещё пяти бывших и действующих должностных лиц.